# 密肋粗饰蚶
密肋粗饰蚶（学名：Anadara crebricostata）是魁蛤目魁蛤科粗饰蚶属的一种。

## 分佈
主要分佈於中国大陆與日本，常栖息在潮下带附近。